# Palais des congrès de Nancy
Pour les articles homonymes, voir Palais des congrès.
Le palais des congrès de Nancy ou Centre Prouvé est le nouveau centre de congrès de Nancy. 
Ouvert début septembre 2014, cet équipement de dernière génération est situé en cœur de ville à proximité de la gare TGV et dispose d'un parking souterrain public. Le Centre Prouvé offre des espaces modernes dans un cadre unique : le projet architectural proposé par Marc Barani et Christophe Presle a la particularité d'intégrer l'ancien centre de tri du courrier de Nancy édifié par Claude Prouvé en 1969 et labellisé « patrimoine du XXe siècle ».
Équipement du Grand Nancy, le Centre Prouvé est géré par la société publique locale Grand Nancy Congrès & Évènements, qui est chargé de la gestion du centre de congrès et du Parc des expositions de Nancy situé à Vandœuvre-lès-Nancy.

## Historique
Il remplace le Palais des congrès créé en 1977 qui se trouvait adjacent au centre commercial Saint Sébastien et reprend les bâtiments du centre de tri postal, construit par Claude Prouvé dans le cadre de l'agence André-Prouvé. Il était dirigé par Christiane Drouin puis par Jean-Claude Hanesse ; le nouveau centre est exploité par la SPL qui gère aussi le parc des expositions, la directrice générale est Béatrice Cuif-Mathieu.

## Surfaces et nombre de places
Le centre de congrès Prouvé a été conçu pour accueillir différents types d’événements, congrès, salons professionnels, salons grand public, expositions, événements d’entreprises, conventions d’affaires, sessions d’examens - quels que soient le format ou la tonalité que les organisateurs souhaitent lui donner. Ses atouts tiennent en deux mots : modularité et fonctionnalité. 
Le centre de congrès offre :
- une surface hors œuvre nette (SHON) totale de 19 000 m2
- un hall d'exposition de 3 000 m2 en rez-de-chaussée, dont 2 400 m2 d’un seul tenant qui peuvent être modulés en deux espaces de 1 200 m2
- un auditorium principal de 850 places
- un auditorium de 300 places
- 13 salles de commissions
- un espace réceptif panoramique pouvant accueillir jusqu'à 1200 couverts
- deux foyers de 250 m2 et 800 m2 pour des moments de convivialité ou sessions posters
- deux espaces salons de 100 m2 et 300 m2
- un parking public souterrain de 450 places, 150 places pour le stationnement des vélos

## Images

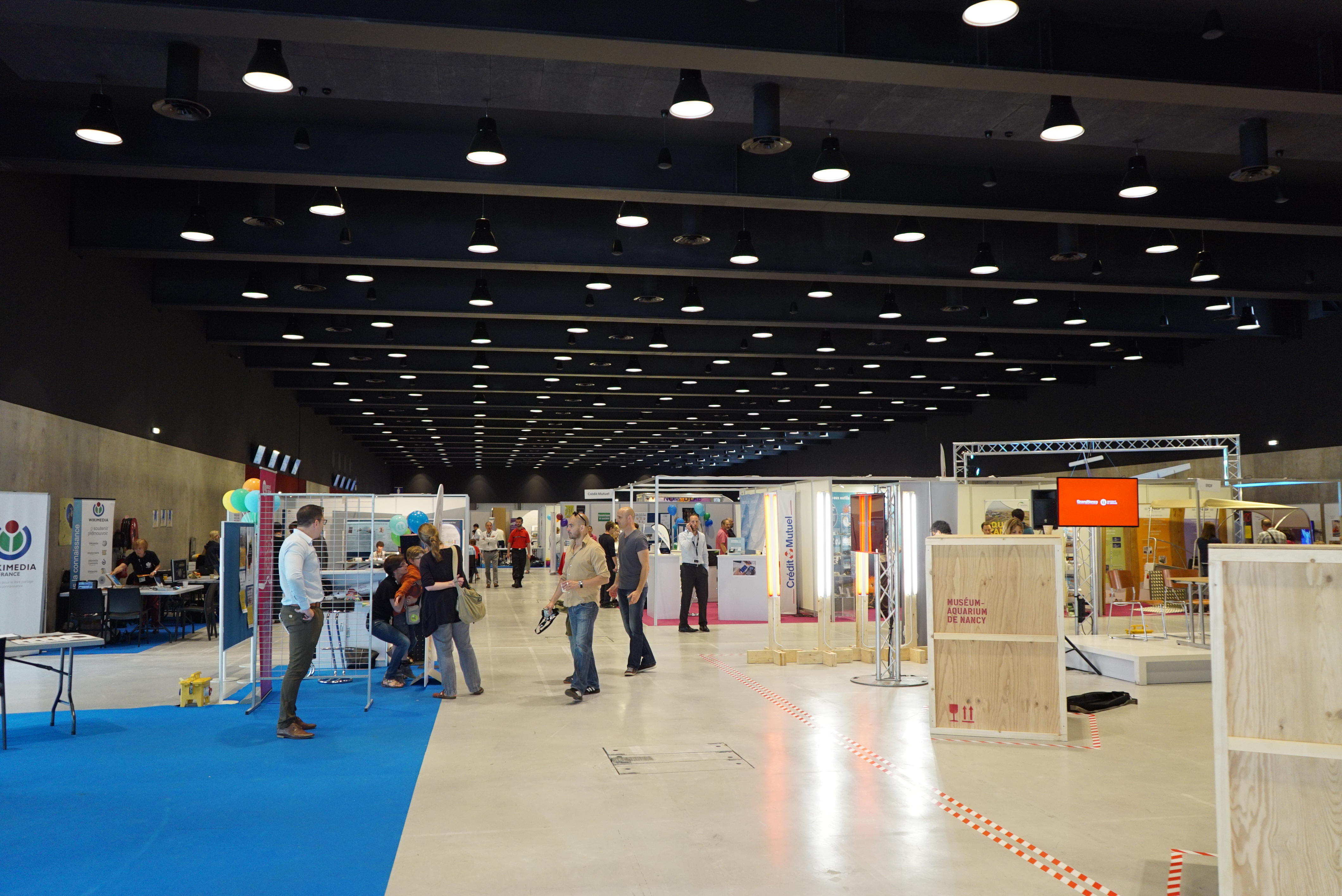
Science and You de 2015.
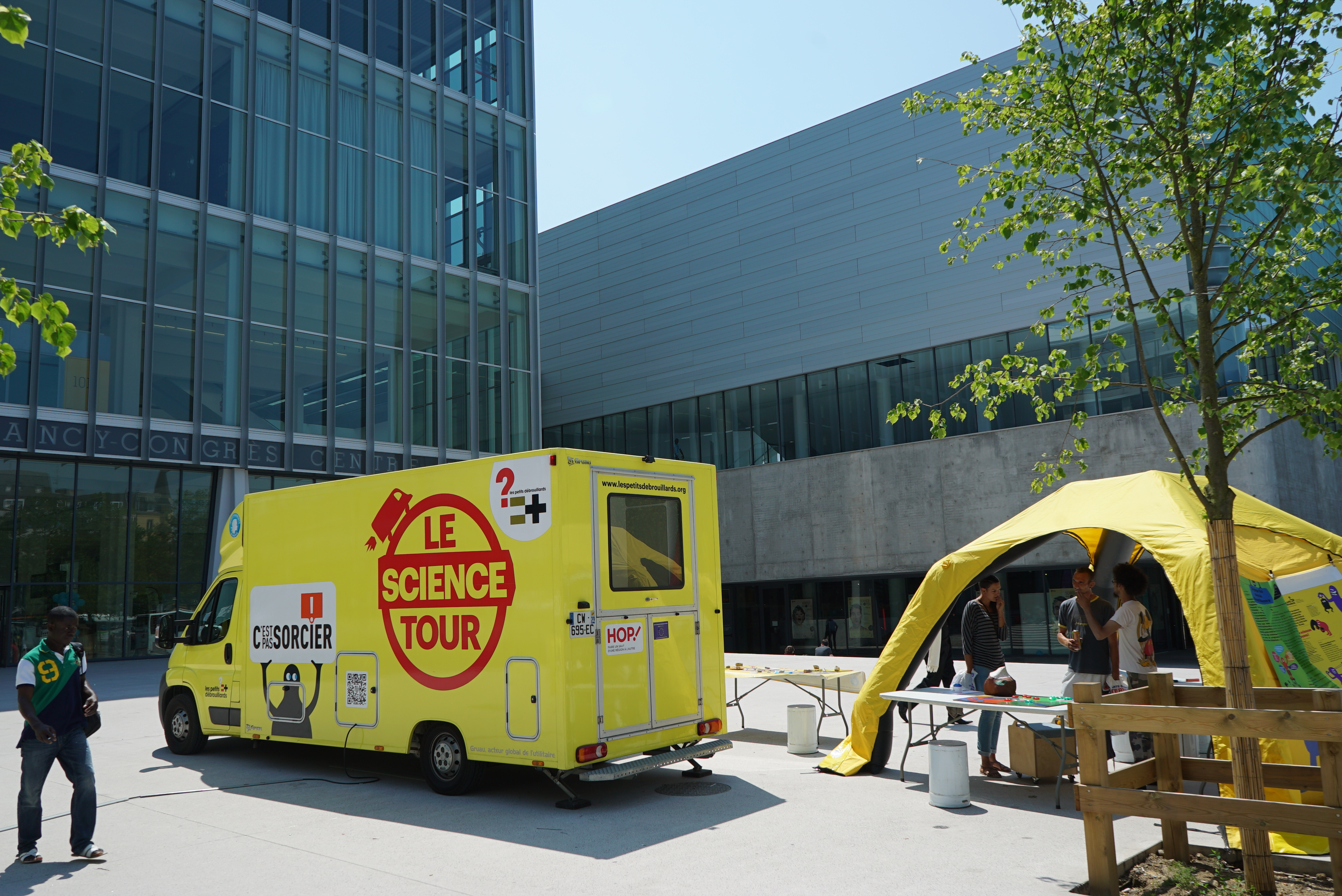
Le science tour sur le parvis.
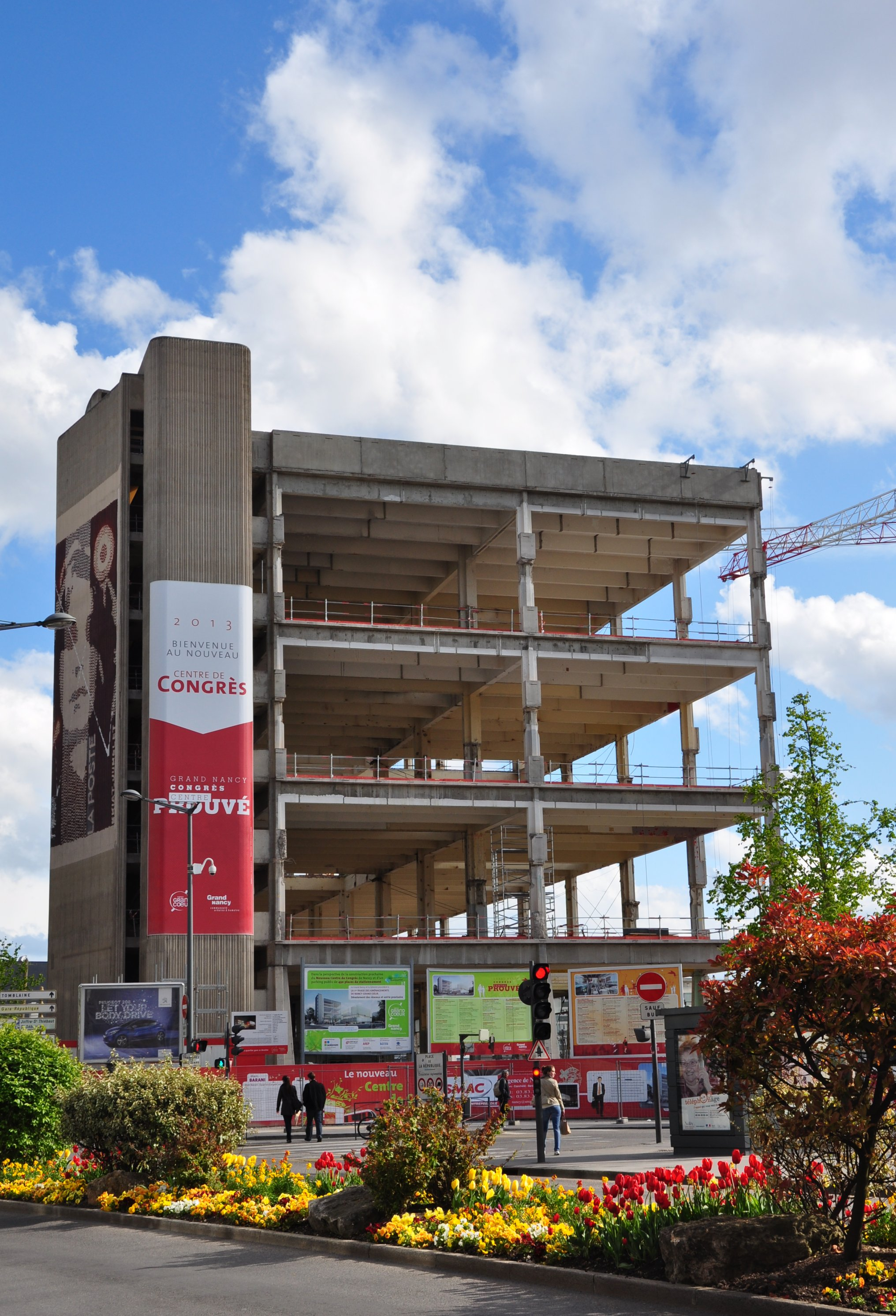
Le bâtiment en cours de travaux (avril 2012).